# Jan Štěpán (logik)
Jan Štěpán (* 19. ledna 1948 Dolní Újezd) je český logik.

## Život
Jan Štěpán se narodil 19. ledna 1948 v Dolním Újezdě v okrese Přerov. Po studiích na SVVŠ v Lipníku nad Bečvou a Hranicích studoval v letech 1966–1971 na Přírodovědecké fakultě Univerzity Palackého numerickou matematiku a v letech 1973–1975 na Filozofické fakultě Univerzity Karlovy dějiny filozofie a logiku. V období 1979–1980 absolvoval vědeckou aspiranturu na Filozofické fakultě UJEP Brno. V r. 1975 dosáhl titulu PhDr., 1979 RNDr., 1981 CSc. V letech 1971–1977 pracoval v Moravských železárnách v Olomouci jako programátor, 1977–1981 na katedře filozofie Filozofické fakulty UJEP Brno, 1981–1986 v Závodech těžkého strojírenství v Olomouci jako systémový analytik, 1986–1990 na katedře výpočetní techniky Přírodovědecké fakulty Univerzity Palackého. Od r. 1990 působí na Filozofické fakultě Univerzity Palackého coby vedoucí katedry filozofie; 1992 se habilitoval z logiky, 1996 byl jmenován profesorem logiky.
Odbornou, resp. vědeckou práci rozvíjí (v závislosti na zaměstnání) po dvou liniích: matematicko-informatické a filozoficko-logické. Do první oblasti patří asi 40 studií, projektů a příruček z aplikace matematických metod v ekonomii, softwarového inženýrství; lze sem zařadit i produkty didaktického softwaru. Ve druhé oblasti se zabýval zejména deontickou logikou, principy výstavby a struktury normativních systémů, noetickými a ontologickými podmínkami normotvorby; dále transparentní intenzionální logikou a filozofickými aspekty a předpoklady logiky. V současnosti se věnuje především problematice dedukce, logice možných světů a rekonstrukci filozofické logiky.

## Výběr z díla
- Normativní logika a normativní teorie. Brno: [s.n.], 1980. 75 s.
- Diskrétní matematika: Určeno pro posl. přírodověd. fak. Olomouc: Univerzita Palackého, 1990. 250 s.
- Klasická logika. Olomouc: Rektorát Univerzity Palackého v Olomouci, 1992. 153 s. ISBN 80-7067-111-4.
- Logika a logické systémy. Olomouc: Votobia, 1992. 165 s. ISBN 80-85619-29-6.
- Logistické systémy: Určeno pro posl. oboru filozofie FF UP. Olomouc: Univerzita Palackého, 1992. 134 s. ISBN 80-7067-210-2.
- Formální deontika. Olomouc: Univerzita Palackého, 1995. 114 s. ISBN 80-7067-436-9.
- Logika možných světů I. Olomouc: Univerzita Palackého, 1995. 59 s. ISBN 80-7067-437-7.
- Logika možných světů II. Olomouc: Vydavatelství Univerzity Palackého, 1995. 55 s. ISBN 80-7067-529-2.
- Logika možných světů III. Olomouc: Vydavatelství Univerzity Palackého, 1997. 51 s. ISBN 80-7067-717-1.
- Spolu s: MATERNA, Pavel. Filozofická logika: nová cesta?: úvod do transparentní intenzionální logiky. Olomouc: Univerzita Palackého, 2000. 134 s. ISBN 80-244-0109-6.
- Klasická logika. Olomouc: Univerzita Palackého, 2001. 198 s. ISBN 80-244-0254-8.
- Logika a právo. Praha: C. H. Beck, 2001. vi, 122 s. Beckovy příručky pro právní praxi. ISBN 80-7179-484-8.
- Jazyk, logika, filozofie. Olomouc: Univerzita Palackého, 2002. 147 s. ISBN 80-244-0572-5.
- Logika a právo. 2., dopl. vyd. Praha: C. H. Beck, 2004. 128 s. Beckovy příručky pro právní praxi. ISBN 80-7179-872-X.
- Logika a právo. 3. vyd. Praha: C. H. Beck, 2011. viii, 175 s. Beckovy příručky pro právní praxi. ISBN 978-80-7400-373-8.